# Киянський
Киянський — струмок в Україні, в Радомишльському районі Житомирської області. Правий доплив Шлямарки (басейн Дніпра).

## Опис
Свою назву дістав від села Киянка, яке стояло на берегах струмка і відносилося до Потіївської волості Радомисльського повіту Київської губернії. Станом на 01.10.1941 року на обліку не значиться.
Довжина струмка приблизно 7 км. Висота витоку річки над рівнем моря — 170 м; висота гирла над рівнем моря — 158 м; падіння річки — 12 м; похил річки — 1,72 м/км.

## Розташування
Бере початок на околиці села Меньківки, тече через нього на південний захід. Впадає у річку Шлямарку, праву притоку Візні.

## Риби Киянського
У струмку водяться бистрянка, карась звичайний, окунь, пічкур та плітка звичайна.